# Rhynchostegiella linderi
Rhynchostegiella linderi är en bladmossart som beskrevs av Thériot 1930. Rhynchostegiella linderi ingår i släktet nålmossor, och familjen Brachytheciaceae. Inga underarter finns listade i Catalogue of Life.